# 姜喆珉
姜 喆珉（カン・チョルミン、朝鮮語: 강철민、1979年 7月22日 - ）は 韓国プロ野球に所属していた大韓民国出身の元プロ野球選手（投手）。

## 経歴

### 起亜時代
漢陽大学校を経てKIAタイガースに入団した。
2002年のプロ入団後には数回の負傷と手術のため期待された結果を残せず、2004年に8勝をおさめたのが最も多い勝利数だった。
2006年のシーズン後、肩の手術を受けてリハビリに専念した。

### LG時代
2009年4月19日、LGツインズの内野手金相賢と朴基南を相手にしたトレードでLGツインズへ移籍した。しかしこのトレードは地元チームに戻ることになった金相賢の本塁打・打点の個人タイトル2部門受賞するほどの活躍でKIAの2009年韓国シリーズ優勝につながったが、彼はその後リハビリのためシーズン中で1試合も登板できずLGは8球団中7位と下位に低迷した。
2010年7月18日の三星ライオンズ戦で復帰したが、相手の先発投手だった車雨燦のプロ初完封により敗戦投手になった。 この試合など1軍3試合に先発で登板した。
2011年5月20日、結局3回目の手術が必要だという診断を受けてLGツインズからウェーバー公示された。

### 無所属からハンファ時代、そして引退
しかし彼は引退しないという意思を明らかにして2012年の1年間はどこにも所属せずに独自でリハビリを継続し、同年オフの入団テストを経てハンファ・イーグルスに申告選手として入団した。
しかし慢性的な肩の痛みの余波で最高球速が130km台にとどまり、結局ハンファでも2013年6月27日、選手契約が解除された。
その後はシーズン終了後まで再び所属球団なしで過ごし、2014年に現役引退を発表した。

### 引退後
引退後は光州眞興高等学校野球部のコーチとなった。
2021年に古巣起亜のコーチに復帰した。

## 詳細情報

### 年度別投手成績
| 年 度    | 球 団    | 登 板 | 先 発 | 完 投 | 完 封 | 無 四 球 | 勝 利 | 敗 戦 | セ 丨 ブ | ホ 丨 ル ド | 勝 率 | 打 者 | 投 球 回 | 被 安 打 | 被 本 塁 打 | 与 四 球 | 敬 遠 | 与 死 球 | 奪 三 振 | 暴 投 | ボ 丨 ク | 失 点 | 自 責 点 | 防 御 率 | W H I P |
| -------- | -------- | ----- | ----- | ----- | ----- | -------- | ----- | ----- | -------- | ----------- | ----- | ----- | -------- | -------- | ----------- | -------- | ----- | -------- | -------- | ----- | -------- | ----- | -------- | -------- | ------- |
| 2002     | KIA      | 26    | 16    | 0     | 0     | 0        | 5     | 6     | 0        | 1           | .455  | 345   | 77.2     | 100      | 9           | 22       | 0     | 2        | 46       | 6     | 0        | 51    | 49       | 5.68     | 1.57    |
| 2003     | KIA      | 27    | 19    | 2     | 0     | 0        | 6     | 7     | 0        | 1           | .462  | 397   | 90.1     | 82       | 16          | 44       | 0     | 9        | 44       | 2     | 0        | 54    | 49       | 4.88     | 1.39    |
| 2004     | KIA      | 31    | 26    | 1     | 0     | 0        | 8     | 12    | 1        | 0           | .400  | 650   | 145.1    | 159      | 14          | 61       | 1     | 13       | 86       | 9     | 0        | 94    | 86       | 5.33     | 1.51    |
| 2005     | KIA      | 23    | 18    | 0     | 0     | 0        | 3     | 8     | 0        | 0           | .273  | 424   | 92.1     | 99       | 14          | 52       | 0     | 11       | 68       | 1     | 0        | 52    | 48       | 4.68     | 1.64    |
| 2006     | KIA      | 10    | 10    | 0     | 0     | 0        | 3     | 2     | 0        | 0           | .600  | 263   | 58.2     | 54       | 5           | 36       | 1     | 1        | 32       | 3     | 0        | 19    | 18       | 2.76     | 1.53    |
| 2010     | LG       | 3     | 3     | 0     | 0     | 0        | 0     | 1     | 0        | 0           | .000  | 49    | 11.2     | 8        | 2           | 8        | 0     | 1        | 10       | 0     | 0        | 7     | 7        | 5.40     | 1.37    |
| KBO：6年 | KBO：6年 | 120   | 92    | 3     | 0     | 0        | 25    | 36    | 1        | 2           | .410  | 2128  | 476.0    | 502      | 60          | 223      | 2     | 37       | 286      | 21    | 0        | 277   | 257      | 4.86     | 1.52    |

### 背番号
- 27 （2002年 - 2007年、2009年 - 同年途中）
- 21 （2008年）
- 26 （2009年途中 - 2011年途中）
- 46 （2013年）
- 67 （2021年）
- 91 （2022年）